# Cerqueto
Cerqueto è una frazione del comune di Marsciano (PG).
Il paese si sviluppa lungo la strada statale marscianese della collina (311 m s.l.m.), che unisce Marsciano a Perugia percorrendo le cime delle colline occidentali della media Valtiberina, spartiacque con la Valnestore. Dopo Spina è la frazione più popolosa del comune con 660 residenti.

## Storia
Il nucleo originale del paese risale al XII secolo; il toponimo Cerquetum potrebbe derivare da cerqua, quercia, a causa del bosco che anticamente ricopriva la zona (ora praticamente scomparso), oppure dal latino circus, per via della forma circolare del primigenio castello.
Tra il XV ed il XVI secolo il paese subì parecchie devastazioni, ad opera degli eserciti imperiali di passaggio oppure a causa delle lotte intestine dei Baglioni per il controllo di Perugia.
Celebri paesani sono stati il beato Giacomo da Cerqueto (morto nel 1366), monsignor Giulio Cicioni (1844-1923), fondatore del Museo di storia naturale arcivescovile di Perugia, e padre Mariangelo da Cerqueto, famoso in tutto il mondo come "Frate indovino", da cui il nome dell'omonimo calendario.

## Economia e manifestazioni
È indubbio che gran parte della celebrità del paese derivi dal nome di Frate Indovino, che ha così in qualche modo contribuito alla sua notorietà. La posizione collinare, comunque, consente un buon sviluppo dell'agricoltura e della viticoltura.
Nel passato il paese era noto per la fabbricazione delle giugliaie, grandi cesti in vimini che venivano utilizzati per setacciare il grano.

## Monumenti e luoghi d'interesse
- Chiesa di Santa Maria Assunta (1163). La chiesa custodisce le spoglie del beato Giacomo (dal 1956) e due importanti opere d'arte pittoriche: il San Sebastiano (1478) del Perugino, e la Crocifissione (1515) di Tiberio Diotallevi d'’Assisi proveniente dalla non più esistente chiesa del SS. Crocifisso.
- Edicola di S. Lucia (XV secolo), raffigurante Santa Lucia, San Rocco e la Madonna col Bambino. L'attribuzione dell'opera è dibattuta tra Tiberio d'Assisi ed un allievo del Perugino (potrebbe addirittura trattarsi di un giovane Raffaello);
- Ex chiesa di Santa Caterina
- Edicola di Frate Indovino XX secolo, che custodisce le sue spoglie, sul sito della demolita chiesa del SS. Crocifisso esistente fino al 1932
- Chiesetta di Sant'Agostino XIX secolo

## Galeria d'immagine

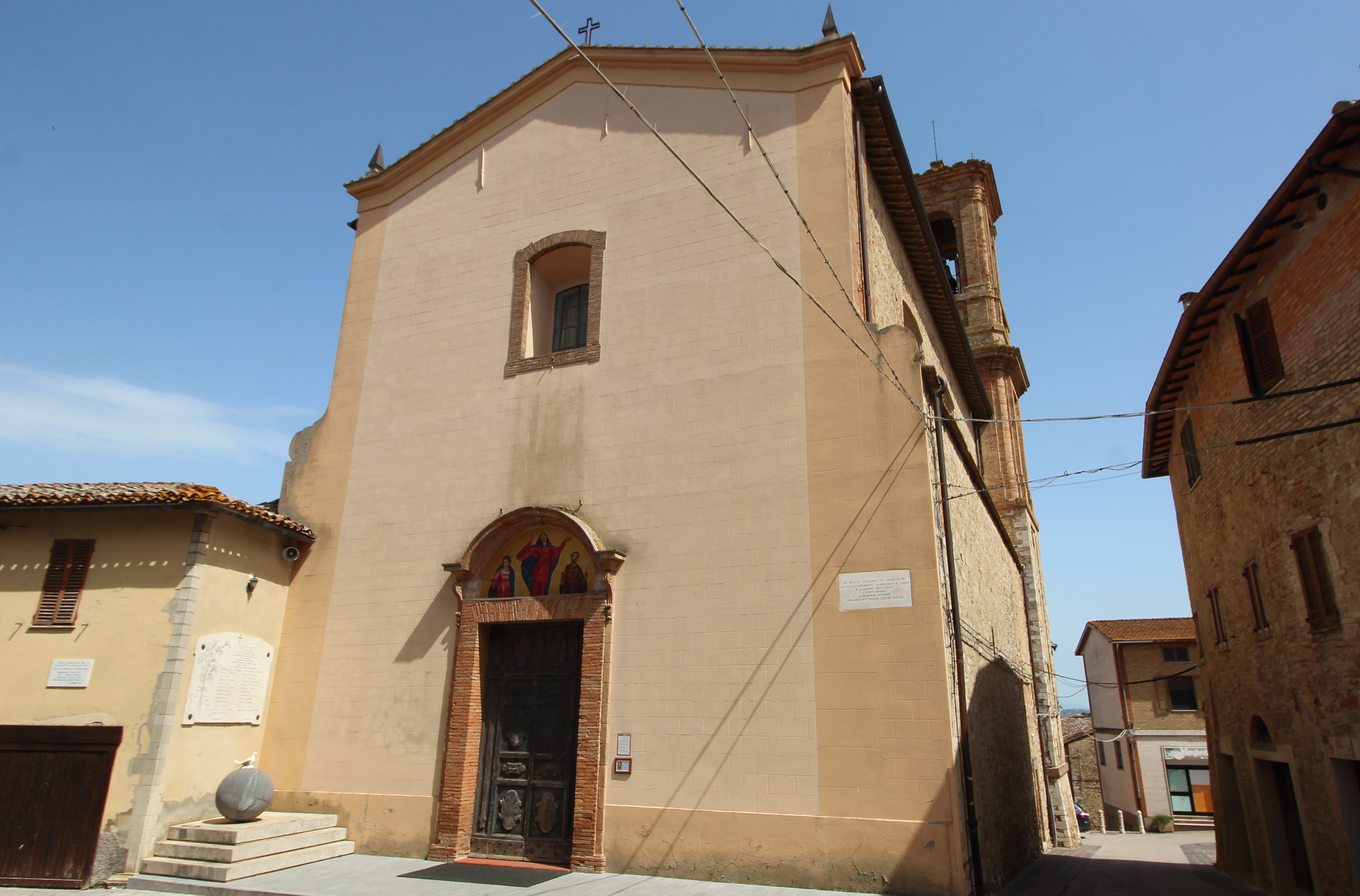
La chiesa di Santa Maria Assunta
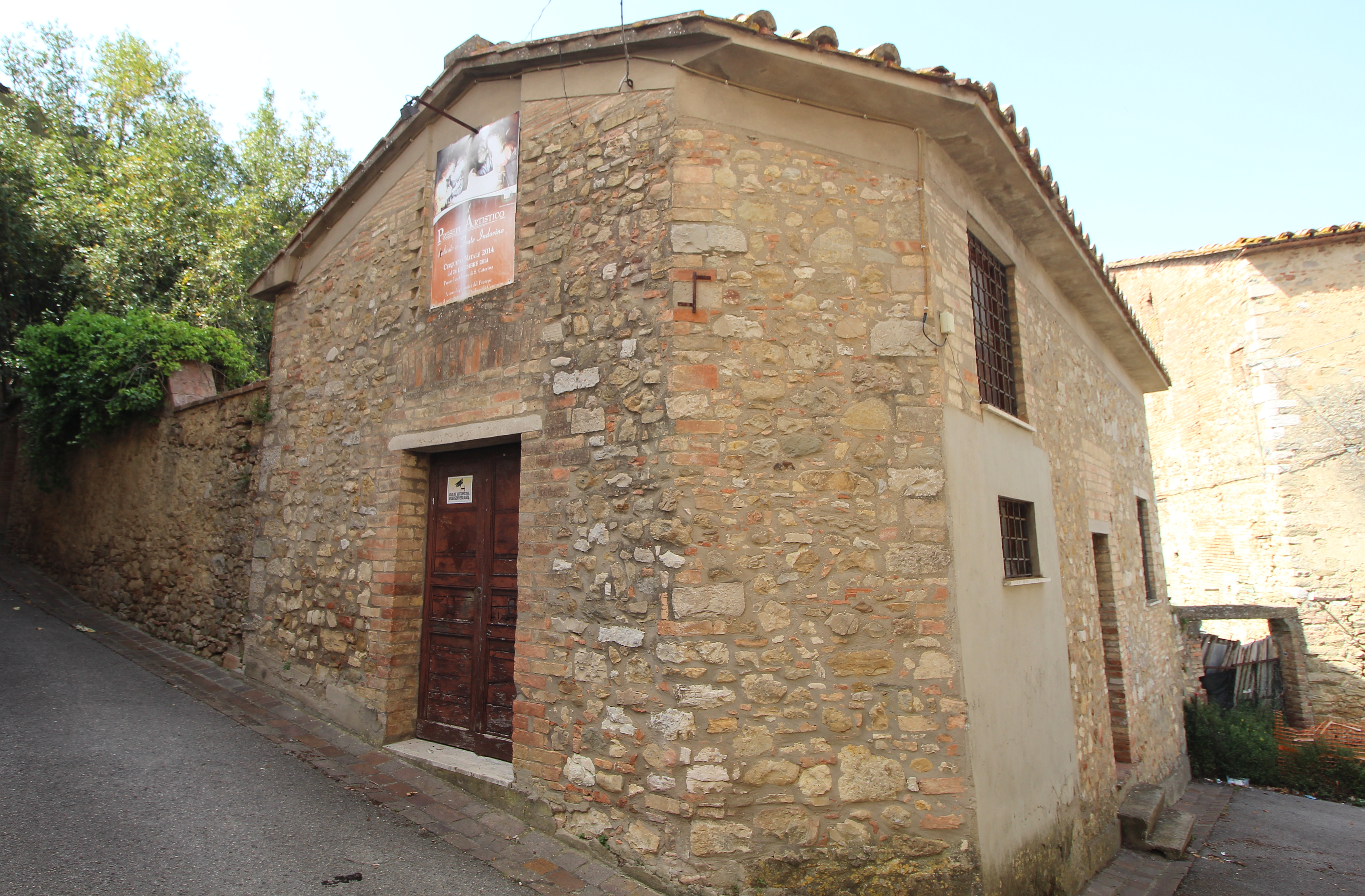
Santa Caterina
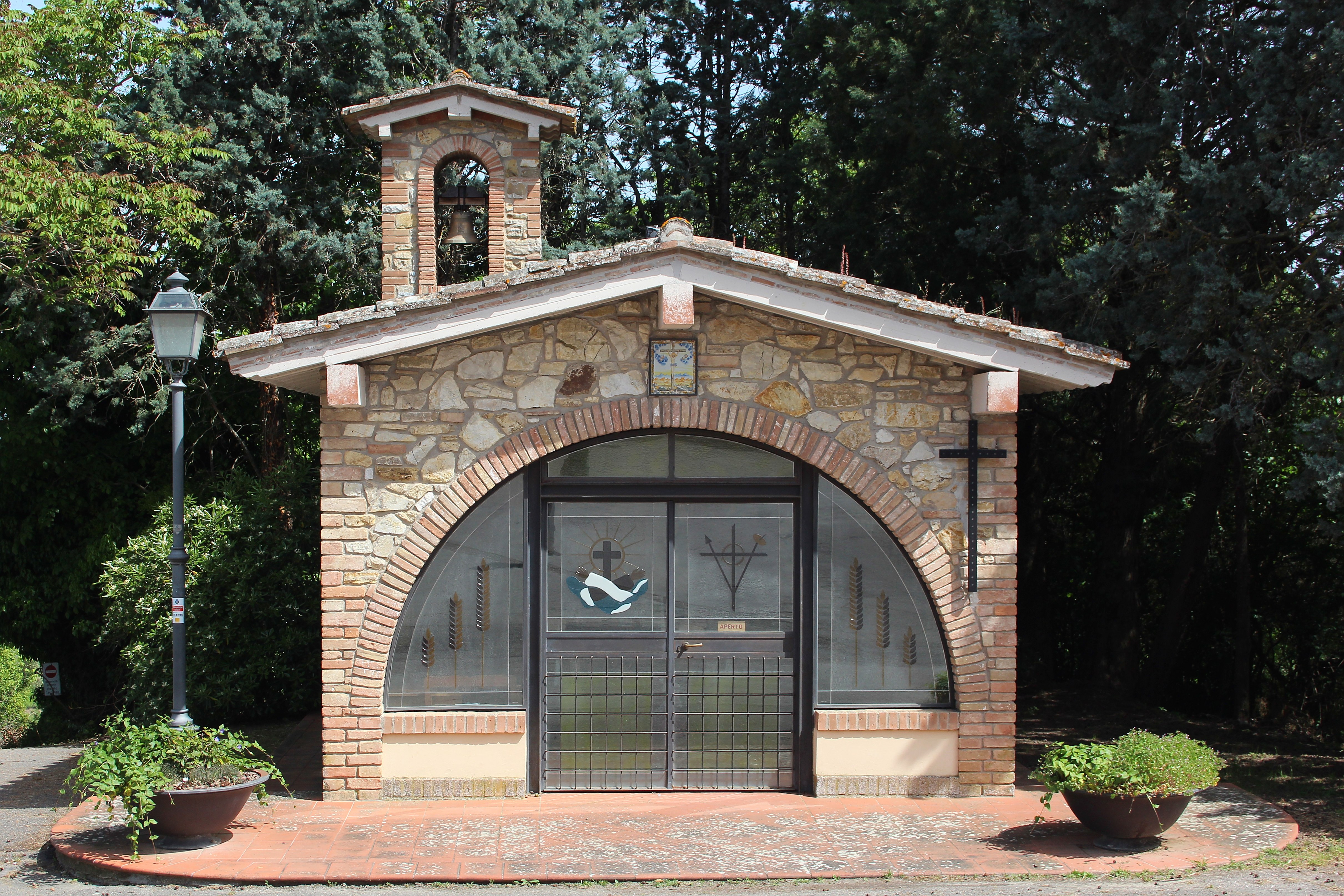
La chiesetta del Santissimo Crocifisso
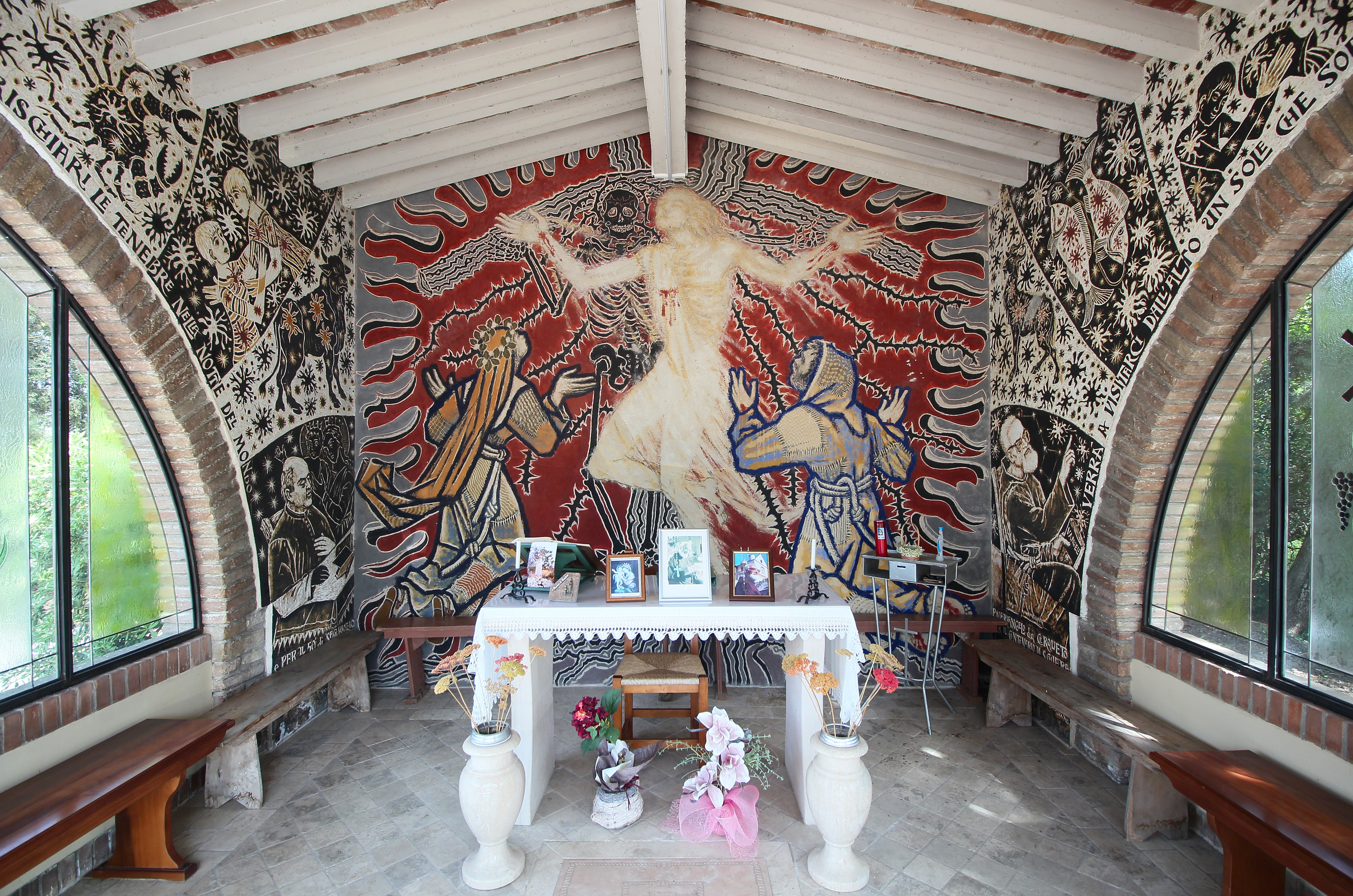
La chiesetta del Santissimo Crocifisso
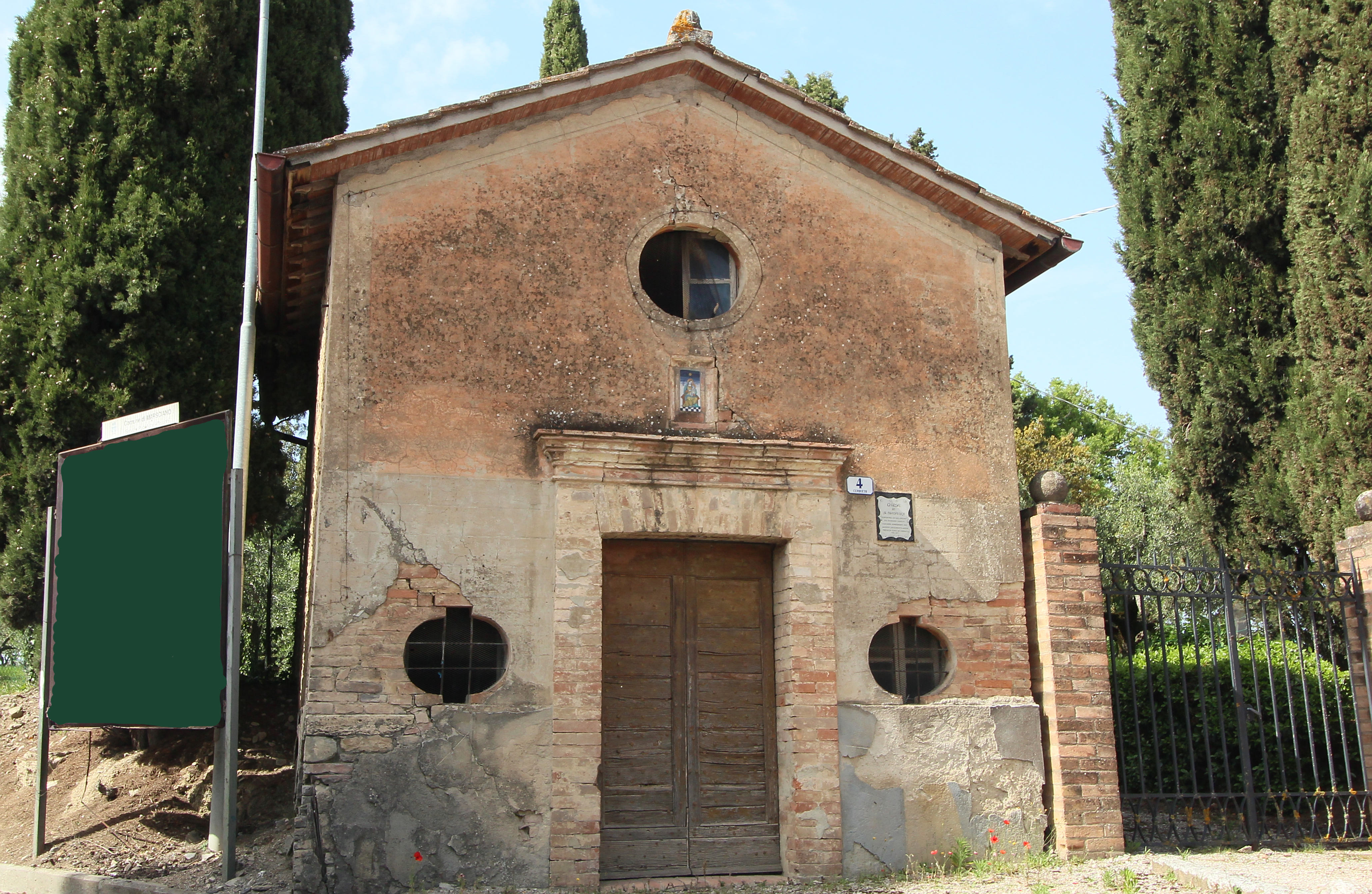
La chiesetta di Sant'Agostino

## Società
Abitanti censiti

## Sport
- S.S.D. Cerqueto 2000 Calcio - Militante in Promozione. È nata nel 2000. (calcio)
- Associazione Sportiva O.A.M. Karate Cerqueto (karate)